# Inigo Jones
Inigo Jones (Smithfield, Londres, 15 de juliol de 1573 - Londres, 2 de juny de 1652) és conegut per ser el primer arquitecte britànic significatiu en la història de l'arquitectura d'aquell país. Com a arquitecte més notable d'Anglaterra, Jones va ser la primera persona a introduir l'arquitectura clàssica de Roma i el Renaixement italià a Gran Bretanya. Va deixar la seva empremta a Londres pel seu disseny d'edificis individuals, com la Queen's House, que és el primer edifici d'Anglaterra dissenyat amb un estil purament clàssic, i la Banqueting House a Whitehall, així com el disseny de la plaça Covent Garden un model per a futurs desenvolupaments al West End.
També va treballar admirablement com a escenògraf.

## Biografia
Nascut al barri londinenc de Smithfield, Inigo Jones era fill d'un rellotger catòlic gal·lès i va ser batejat a l'església de Sant Bartomeu el Menor. Aquests són els poques dades que es coneixen dels seus primers anys.
A finals del segle xvi, Jones va ser un dels primers anglesos a estudiar arquitectura a Itàlia, fent dos viatges a aquest país. El primer (c. 1598-1603) va ser possiblement patrocinat per Roger Manners, V Earl de Rutland. El segon (1613-1614) ho va fer en companyia de l'Earl of Arundel. També podia haver estat l'any 1606 a Itàlia i per contactes amb l'ambaixador Henry Wotton, va adquirir una còpia de les obres d'Andrea Palladio amb anotacions (segons referit pel mateix Wotton a l'estudi Wotton And His Worlds de 2004 per Gerald Curzon). Aquests viatges, al costat de l'interès per aquests tractats pot ser el punt d'unió entre Jones i Palladio. L'obra de Jones es va veure particularment influïda pel mestre Vèneto. Va seguir els passos de Palladio i es va guiar pels principis descrits pel tracta romà Marc Vitruvi, a l'antiguitat.
Jones era la persona amb major influència sobre la cultura de la cort, i va aconsellar moltes de les adquisicions d’obres d’art que conformaren la col·lecció d'art de Carles I.
Com aparellador oficial del rei Carles I d'Anglaterra, Jones va treballar per la reina Enriqueta Maria de França al disseny d'una capella catòlica al Palau de Somerset (fet que va aixecar les sospites del sector protestant de la cort). La seva carrera definitivament va acabar amb l'adveniment de la Guerra Civil Anglesa el 1642 i la presa del Palau Reial el 1643. Posteriorment les seves propietats requisades al conflicte li van ser retornades (c. 1646). Jones va passar els seus darrers anys al Palau de Somerset i va ser enterrat a l'Església de St Benet Paul's Wharf a Londres. John Denham i després Christopher Wren li van succeir en el càrrec d'aparellador real.

## Vida política i cívica
El 16 de febrer de 1621, en unes eleccions parcials causades per l'expulsió de Sir John Leedes, Jones va ser escollit diputat al Parlament d'Anglaterra per New Shoreham a West Sussex, un districte electoral controlat pel comte d'Arundel, fins a la dissolució d'aquest parlament el febrer de 1622. Va ser nomenat membre d'un comitè per millorar la il·luminació i augmentar els seients a la cambra de la Cambra dels Comuns, la qual cosa va fer que s'erigís una nova galeria a la capella de Sant Esteve durant les vacances d'estiu i també va ser responsable d'un nou sostre a la cambra de la Cambra dels Lords el 1623. També va exercir com a jutge de pau (JP) per al comtat de Middlesex i el barri de Westminster des de 1630 fins a almenys 1640. Va ser nomenat home lliure del districte de Southampton el 1623 i el 1633 se li va oferir, però va rebutjar, un títol de cavaller per part de Carles I.

## Últims anys

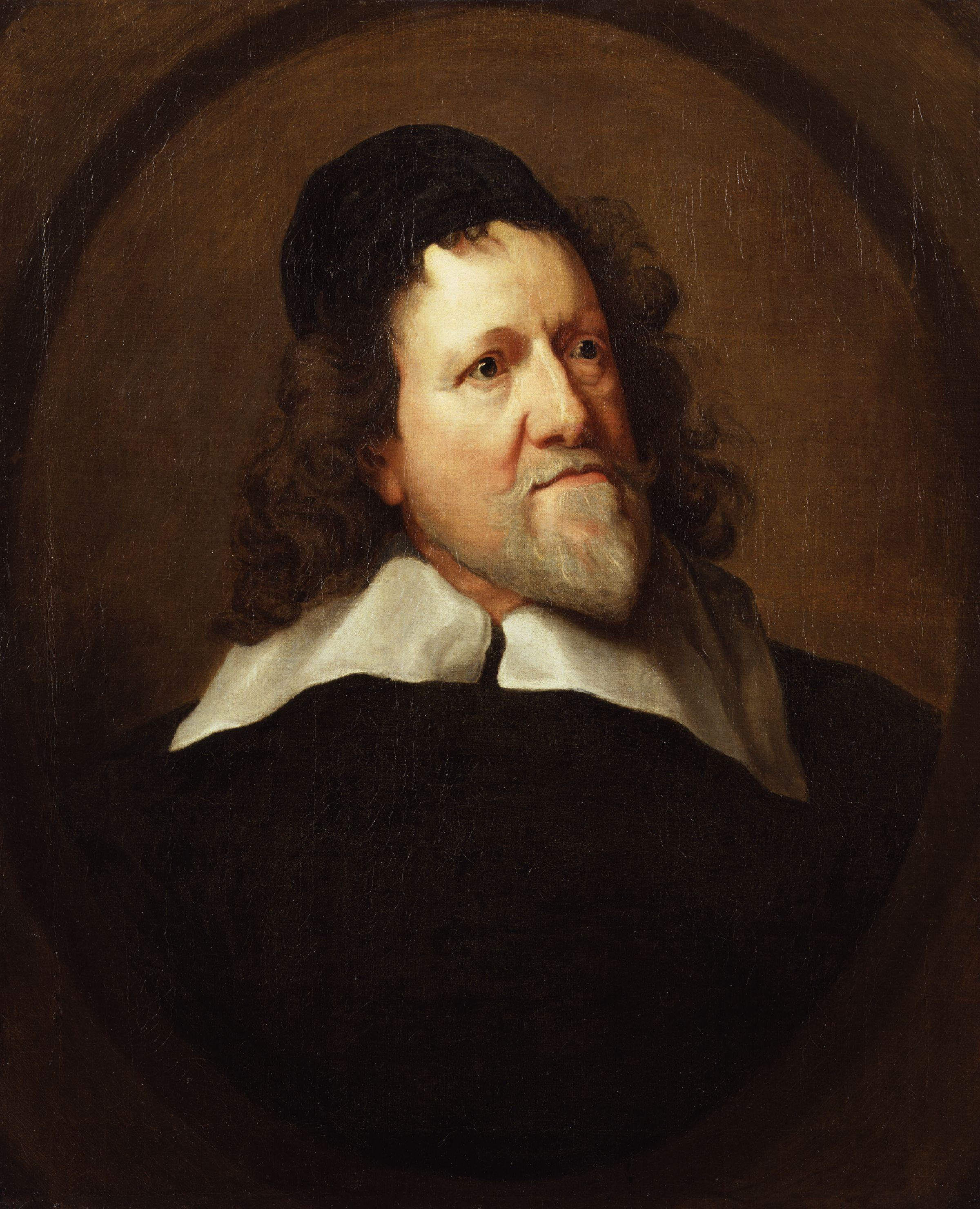
ZeInigo Jones, d’Anthony van Dyck

La carrera a temps complet de Jones va acabar efectivament amb l'esclat de la guerra civil anglesa el 1642 i la presa de les cases del rei el 1643. Jones va ser capturat en el tercer setge de Basing House l'octubre de 1645. Malauradament, com un dels últims grans reductes dels Cavaliers, la gran mansió interior va ser destruïda per l'exèrcit de Cromwell i fins i tot els murs es van trencar en molts trossos. La seva propietat li va ser retornada més tard (c. 1646) però Jones va acabar els seus dies, solter, vivint a Somerset House. No obstant això, va estar molt implicat en el disseny de Coleshill House, a Berkshire, per a la família Pratt, que va visitar amb el jove aprenent d'arquitecte Roger Pratt, per arreglar un nou emplaçament per a la mansió proposada. Va morir el 21 de juny de 1652 i va ser enterrat amb els seus pares a St Benet's, Paul's Wharf, l'església gal·lesa de la ciutat de Londres. John Denham i després Christopher Wren el van seguir com a agrimensor d'obres de King. Un monument dedicat a ell a l'església, que representa la catedral de Sant Pau i altres edificis, va ser destruït en el Gran Incendi de 1666.

## Llegat
Jones va influir en diversos arquitectes del segle xviii, en particular Lord Burlington i William Kent. Hi ha una Inigo Jones Road a Charlton, al sud-est de Londres (SE7), prop de Charlton House, algunes de les característiques de la qual suposadament van ser dissenyades per ell.
Un pont a Llanrwst, al nord de Gal·les, construït el 1636 i anomenat Pont Fawr també és conegut localment com Pont Inigo Jones. També es diu per ser responsable del Manuscrit Inigo Jones maçònic, de cap a l'any 1607, un document de les Antigues Càrregues de la Maçoneria.

## Obra arquitectònica

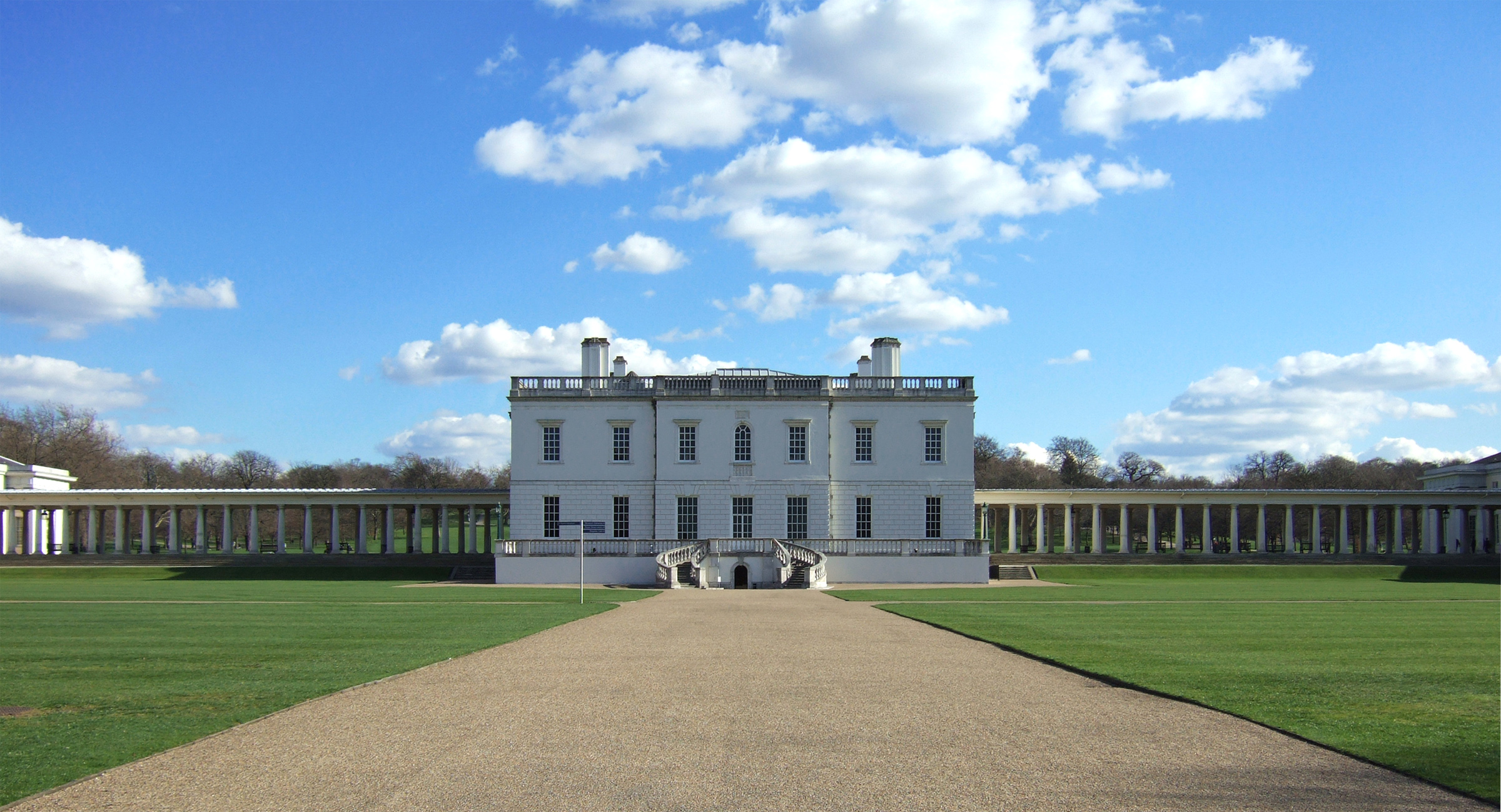
La Queen's House a Greenwich

Els dos edificis més significatius de l'obra de Jones són la Queen's House a Greenwich (Londres) (començada el 1616, la seva obra més primerenca encara en peu) i la Banqueting House del Palau de Whitehall (1619) - com a part de la modernització d'aquest palau londinenc-, els sostres van ser pintats per Peter Paul Rubens.
La Casa del Banquet va ser un dels molts projectes que va realitzar en col·laboració amb el seu assistent personal i gendre John Webb.
Un altre projecte en què Jones va estar involucrat va ser el disseny de Covent Garden o Royal Opera House. Va ser encarregat per Francis Russell, IV Earl de Bedford per construir una plaça residencial seguint les línies de les piazzas italianes. L'aristòcrata es va veure obligat a proveir a la plaça d'una església per la qual cosa hauria d'economitzar i només permetia a Jones aixecar un edificis d'estables. Jones, davant d'aquesta exigència, va contestar que faria l'estable més bell d'Europa. Restes de l'església original encara es conserven actualment a la part oriental de la plaça.
La seva obra va suposar una gran influència als arquitectes del segle xviii, en especial per al pal·ladianisme anglès.

### Llista d'obres arquitectòniques
- Disseny per a la finalització de la torre central, antiga Catedral de Sant Pau, no executat (c. 1608)
- Disseny per al New Exchange in the Strand, Londres, no executat (c.1608)
- La Casa de la Reina, Greenwich (1616–1619), obra suspesa a la mort d'Anna de Dinamarca acabada (1630–1635) per a Henrietta Maria de França
- Disseny de l'edifici de la Camera de les estrelles, no executat (1617)
- Porta d'entrada al Oatlands Palace (1617), ara a Chiswick House
- Porta de la Casa Arundel (1618), enderrocada
- Banqueting House, Whitehall (1619–22)
- Prince's Lodging, Newmarket per a Henry Frederick, Princep de Gal·les (1619), enderrocat
- La Capella de la Reina,  Palau de St. Jaume (1623–27), per a Henrietta Maria de França
- Fort Amsterdam (1625) – La Dutch East India Company va demanar a Jones que dissenyés una fortificació de pedra al riu Hudson, cosa que va fer, però el fort va ser construït (per Cryn Fredericks) fora de fusta i va ser enderrocat el 1790.
- El Teatre Cockpit, Palau de Whitehall (1629) enderrocat
- Stoke Park Pavilions, Northamptonshire, atribuït (c. 1629–35)
- Somerset House Capella (1630–35), enderrocada
- Covent Garden, Londres, cases al costat nord i est, així com St Paul's, Covent Garden a l'oest (1631–1637) només sobreviu l'església
- Antiga catedral de Sant Pau, nou front oest i remodelació de la nau i els transseptes (1634–42) destruïts en el Gran Incendi de Londres
- Wilton House, Wiltshire (1636–40) l'interior es va cremar cap al 1647, reconstruït segons els dissenys de John Webb (1648)
- La casa de Sir Peter Killigrew, Blackfriars, Londres (1630) no se sap si es va construir
- Palau de Whitehall, diversos esquemes per a la reconstrucció completa del palau (c. 1637–39)
- La casa de Lord Maltravers, Lothbury, Londres (1638) si es va construir destruïda en el Gran Incendi de Londres
- Temple Bar, Londres, disseny per a un arc de triomf, no executat (1638)
- Pantalla a la Cathedral de Winchester (c.1638), retirada pel degà el 1820, i la seva part central ara es troba al Museu d'Arqueologia i Antropologia , Cambridge, incorporat a l'edifici com a característica arquitectònica.[10]
- Disseny d'una fila de cases a Lothbury per a Thomas Howard, 21è comte d'Arundel (c.1638), destruït en el Gran Incendi de Londres
- Lindsey House, Lincoln's Inn Fields ara són els números 59 i 60, atribuïts (c. 1638–40)[11]
- Milton Manor House, Milton, Abingdon, Oxfordshire
- Coleshill House, Berkshire (dissenyat per Jones i executat per Roger Pratt)

### Galeria d'obres arquitectòniques

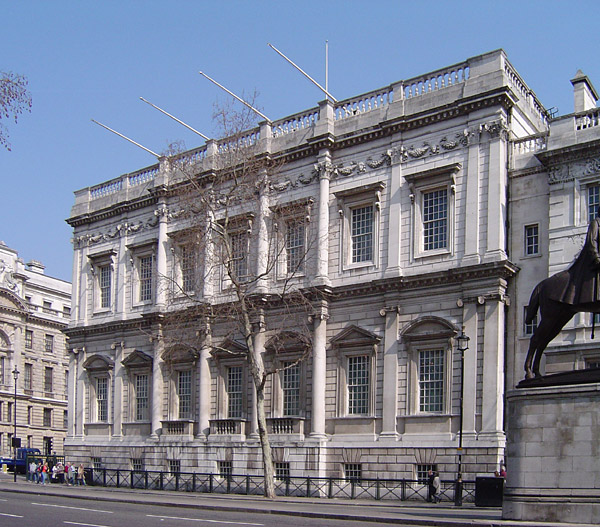
Banqueting House Whitehall
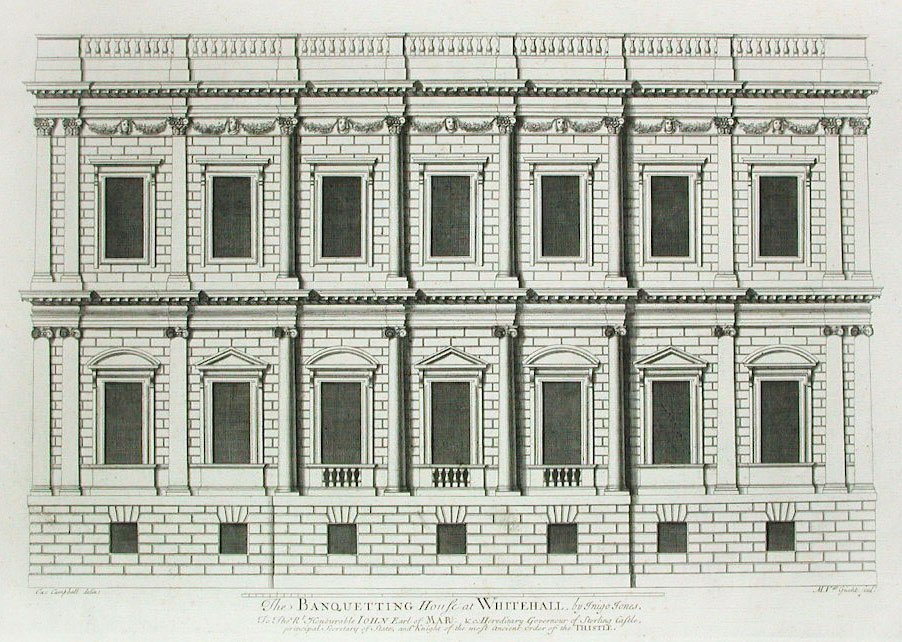
Banqueting House Whitehall
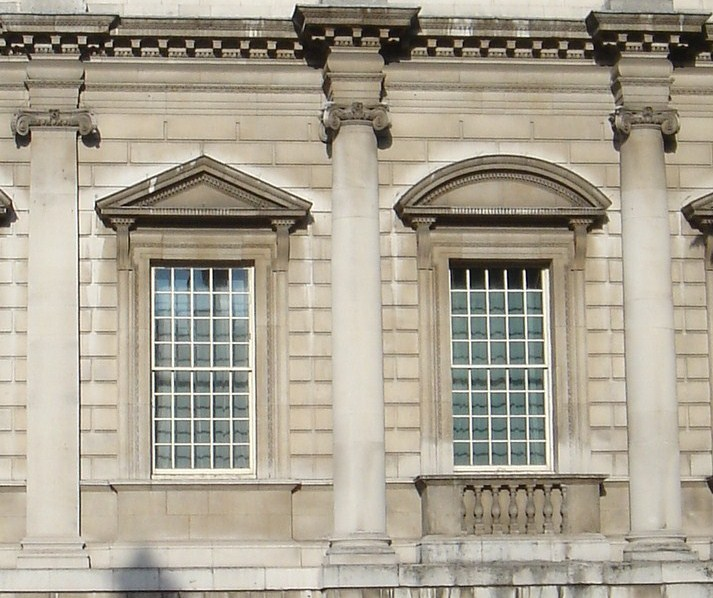
Detall del Banqueting House Whitehall
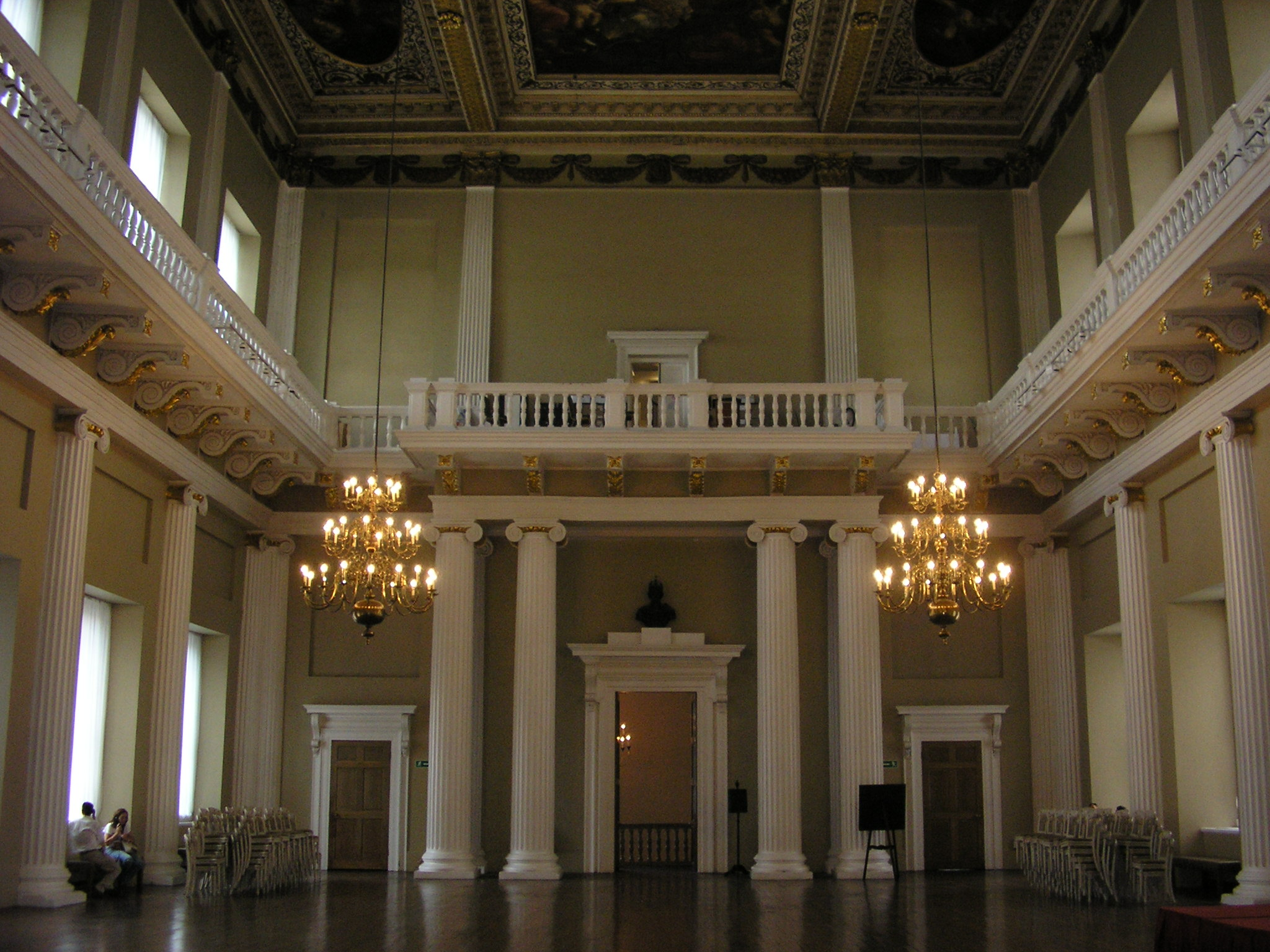
Interior mirant al nord, Banqueting House Whitehall
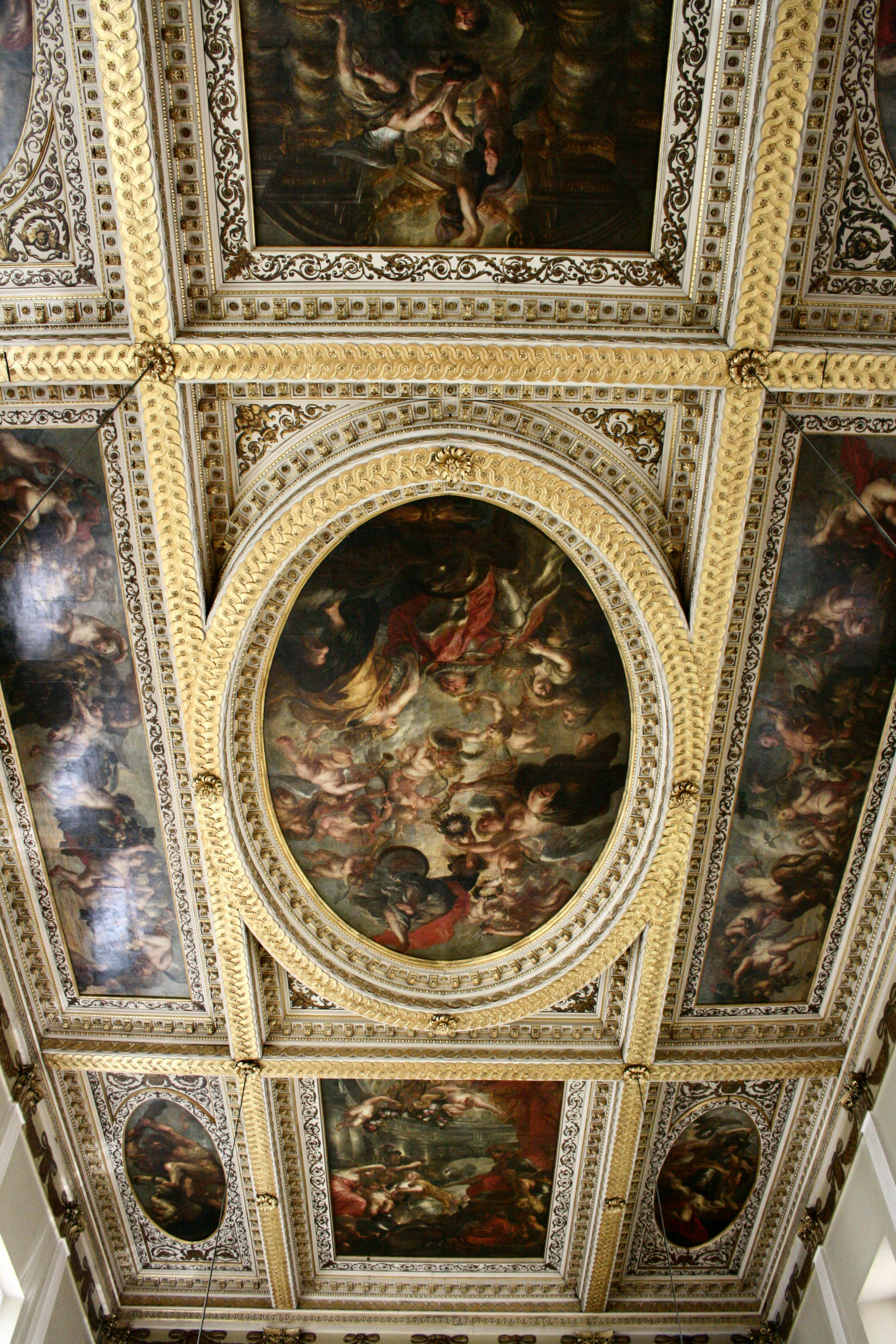
Sostre, amb pintures de Rubens, Banqueting House Whitehall
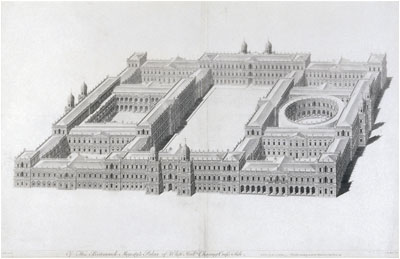
Disseny per reconstruir el palau de Whitehall
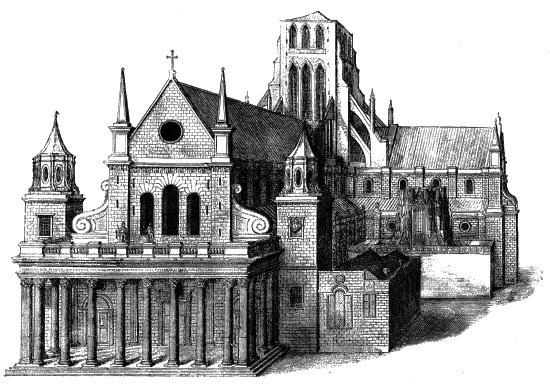
Façana oest, nau i creuers, antiga catedral de Sant Pau, remodelada per Jones
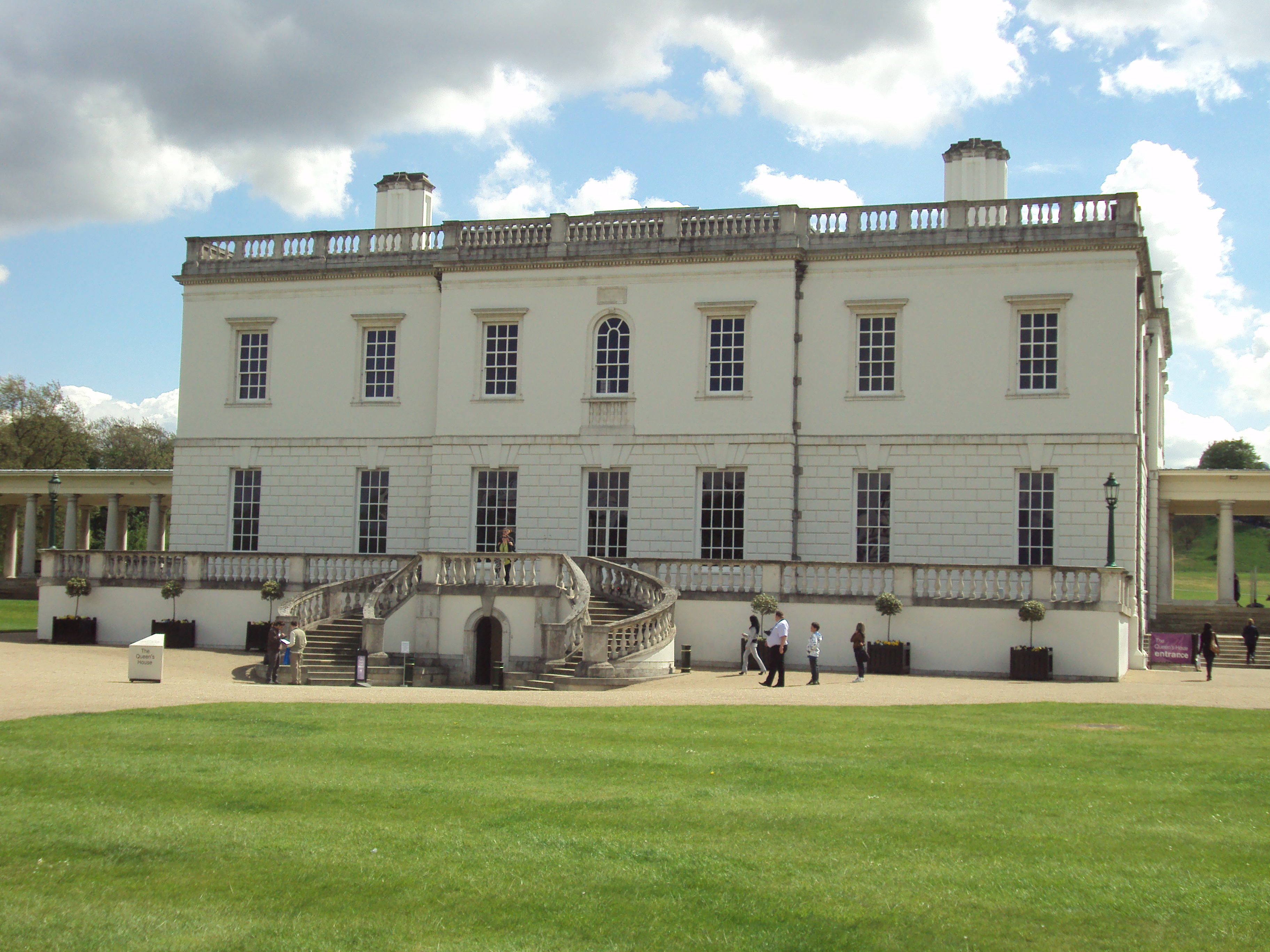
Façana nord, The Queen's House, Greenwich
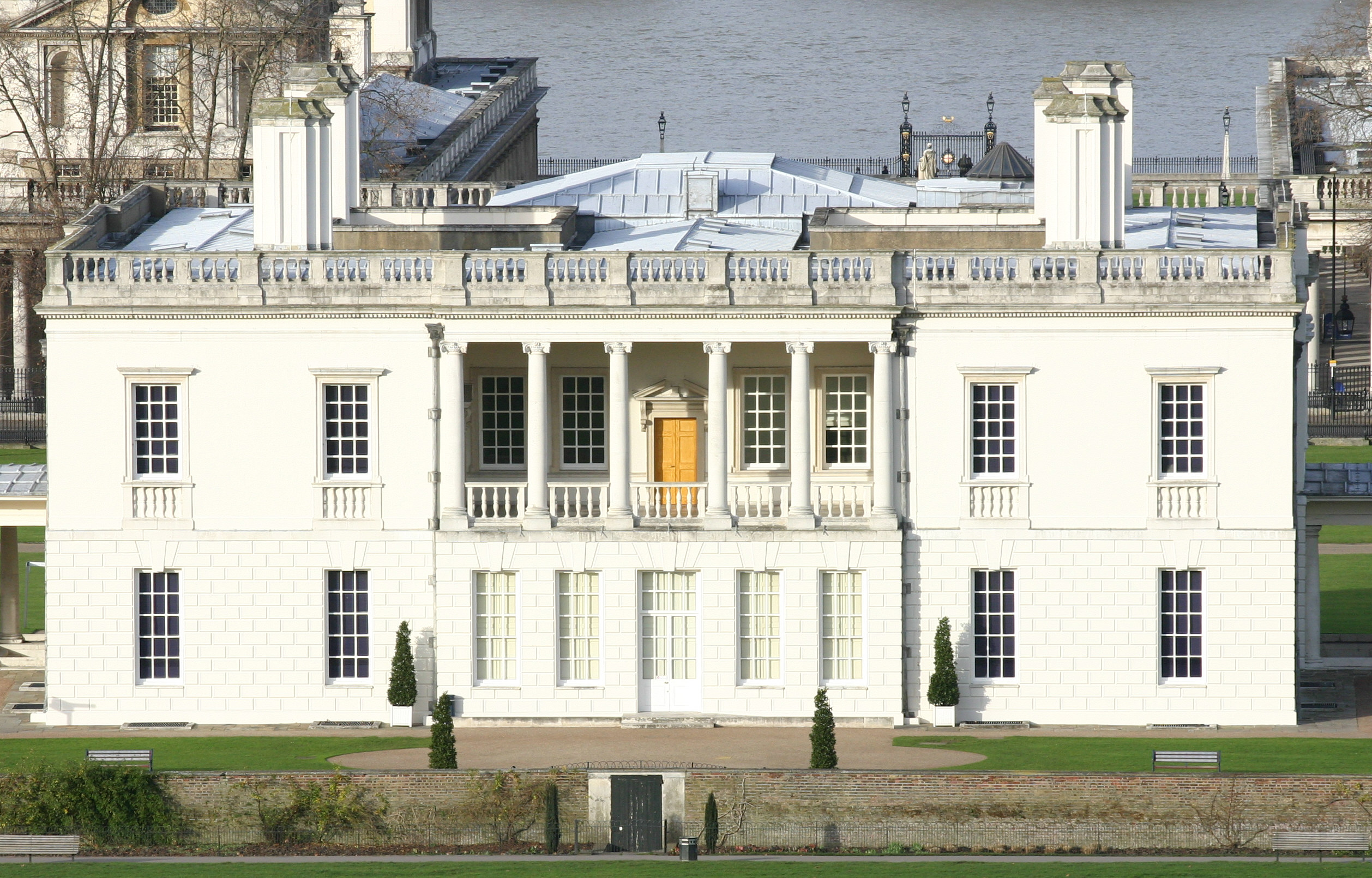
Façana sud, The Queen's House, Greenwich
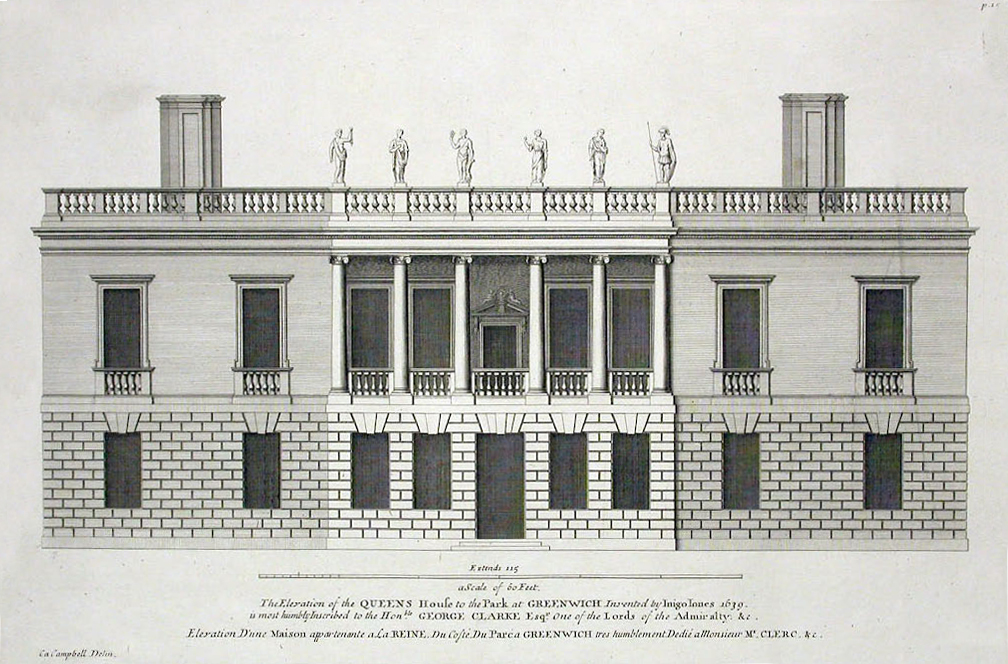
Façana sud, The Queen's House, Greenwich
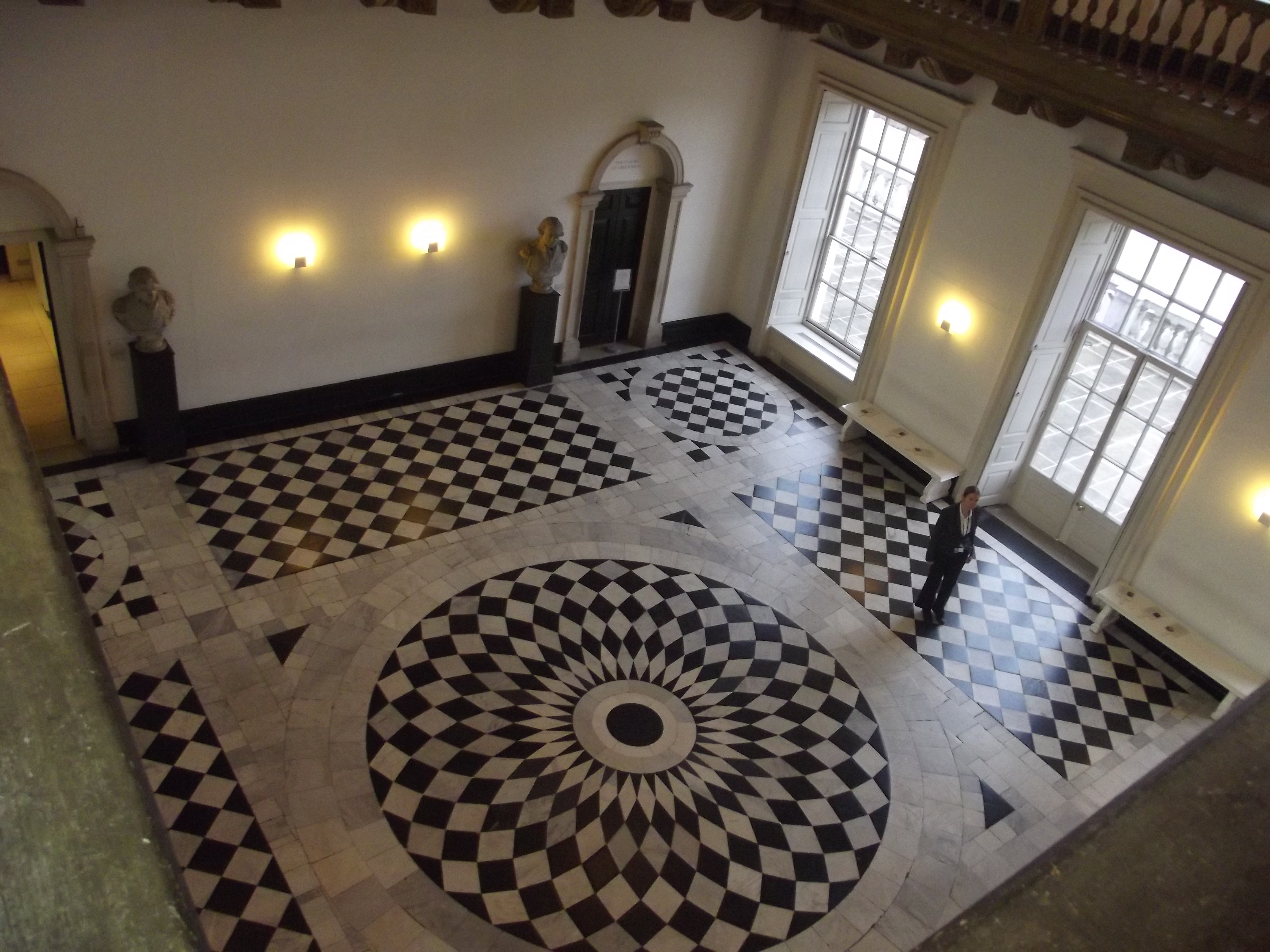
Great Hall, The Queen's House, Greenwich
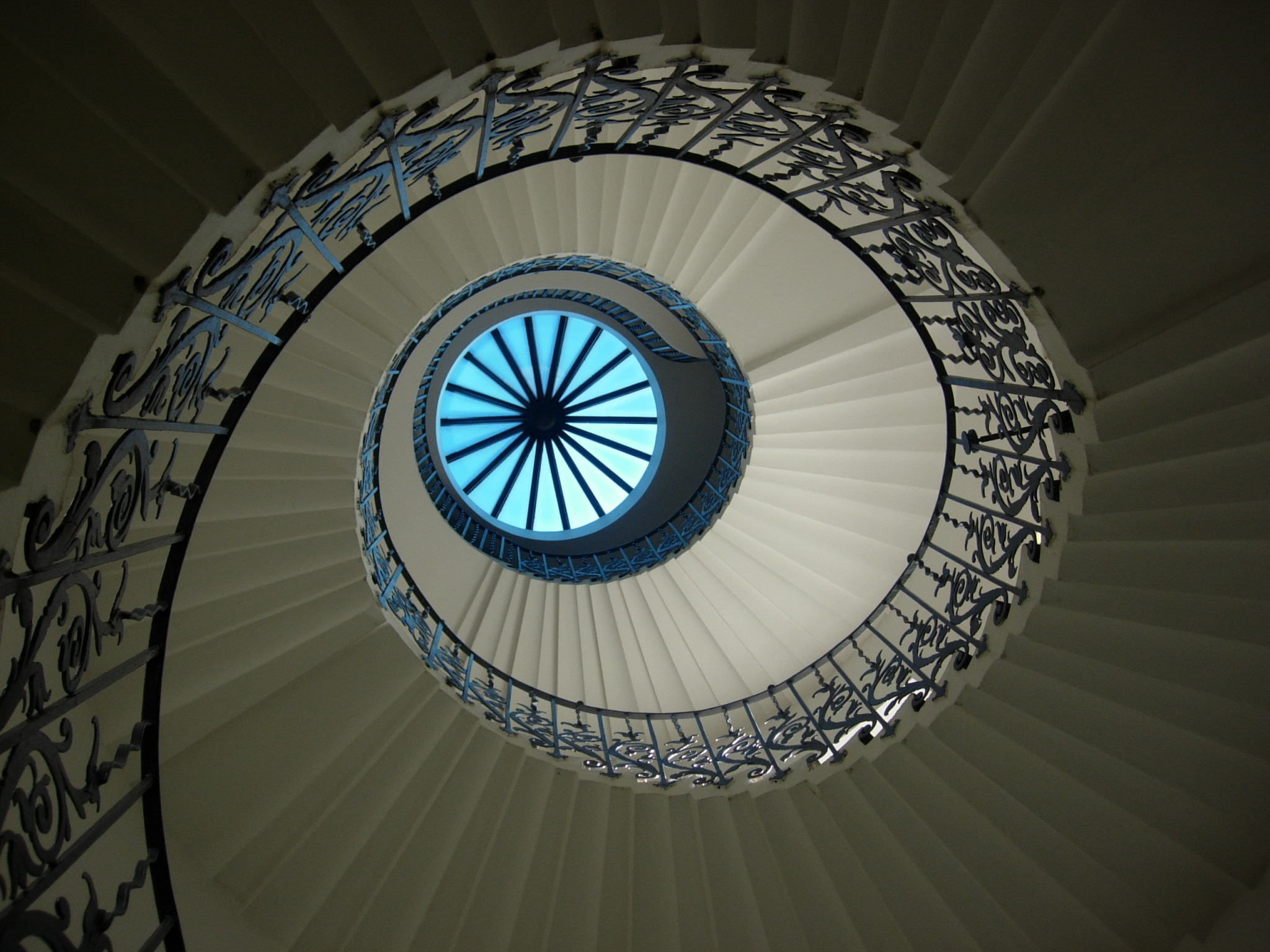
Tulip Stair, The Queen's House, Greenwich
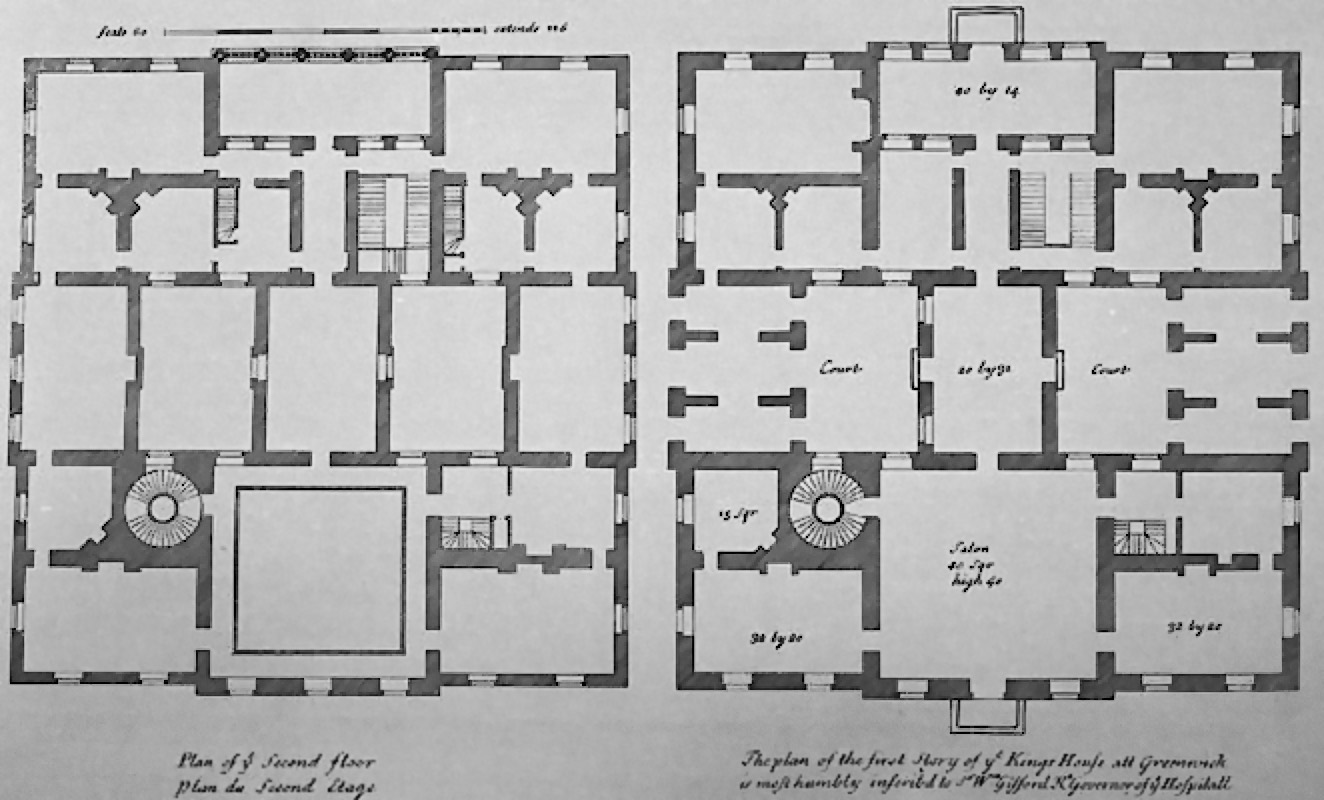
Pla, The Queen's House, Greenwich
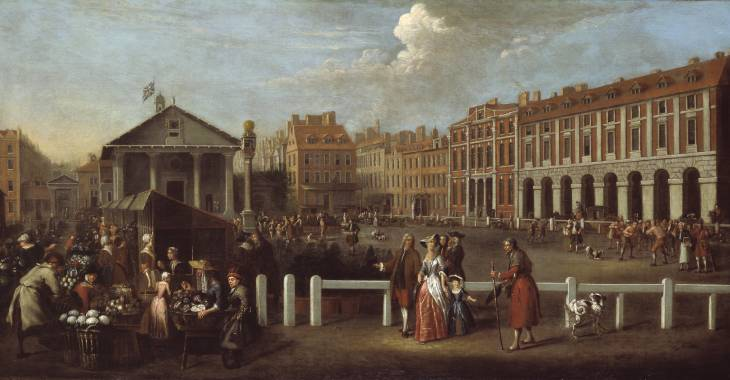
Covent Garden
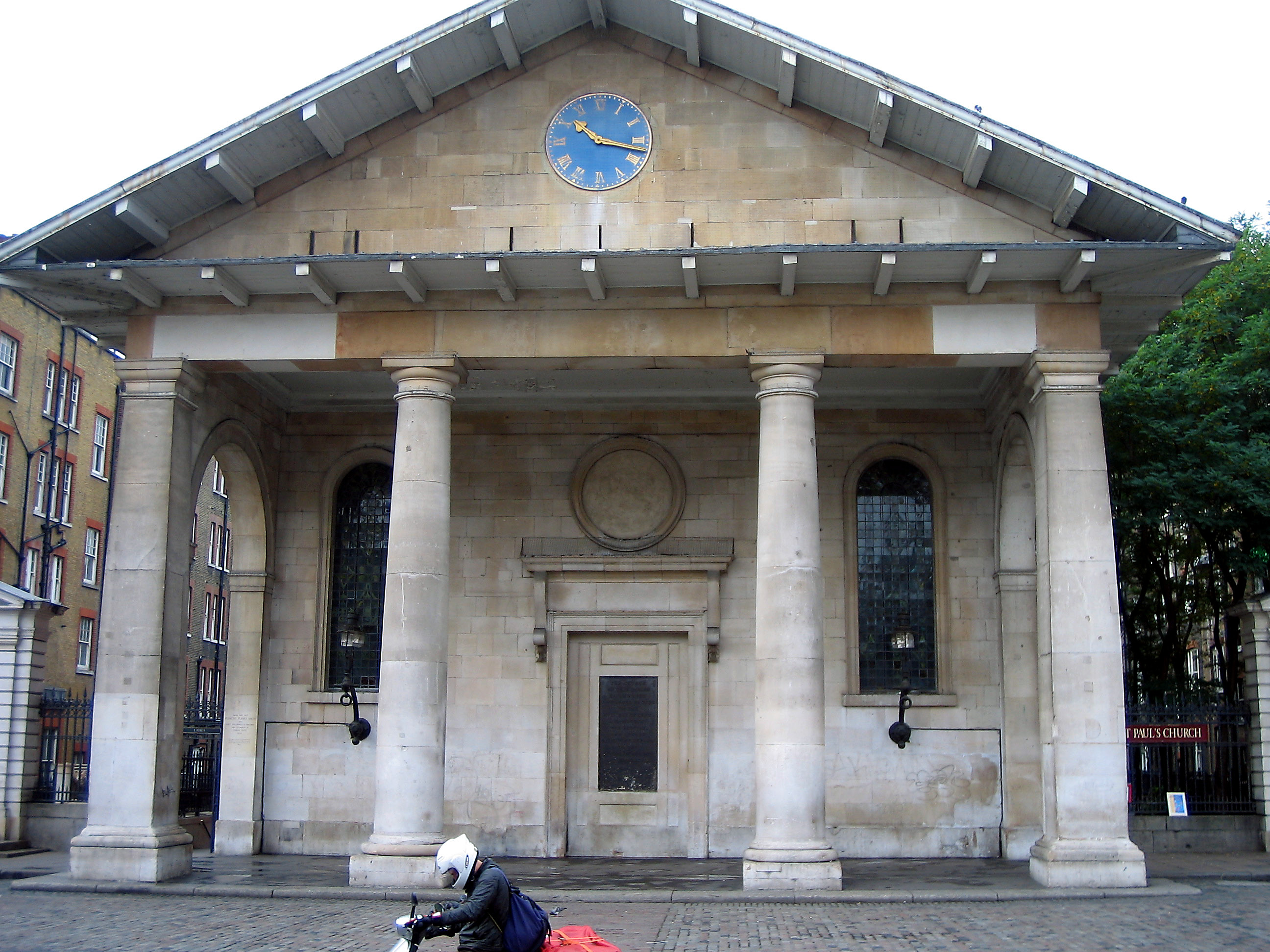
St. Paul's Covent Garden
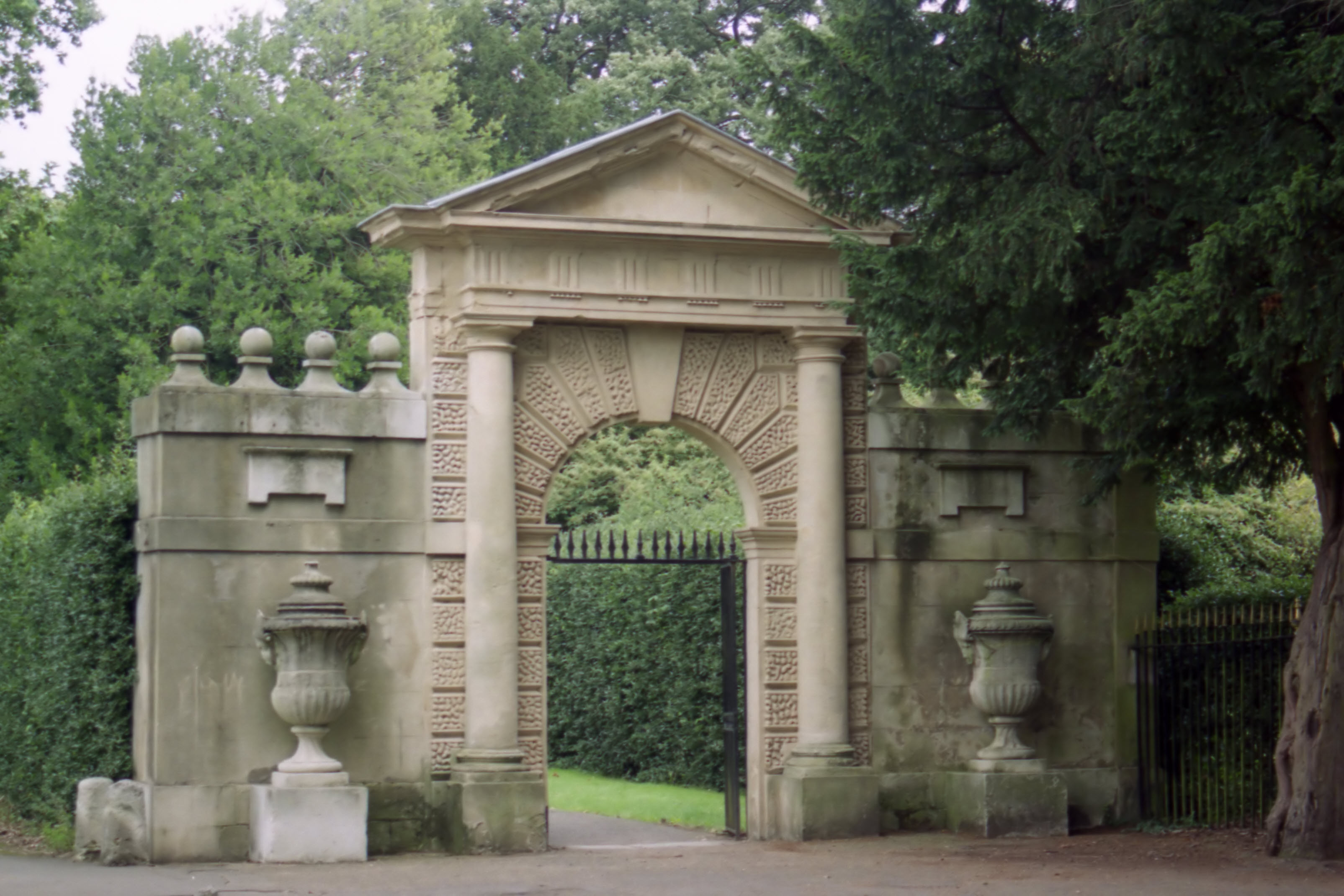
Gateway d'Oatlands, ara a Chiswick House
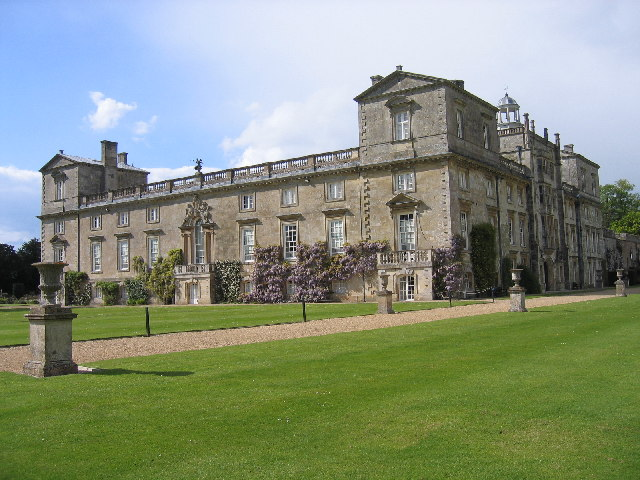
Wilton House, Wiltshire
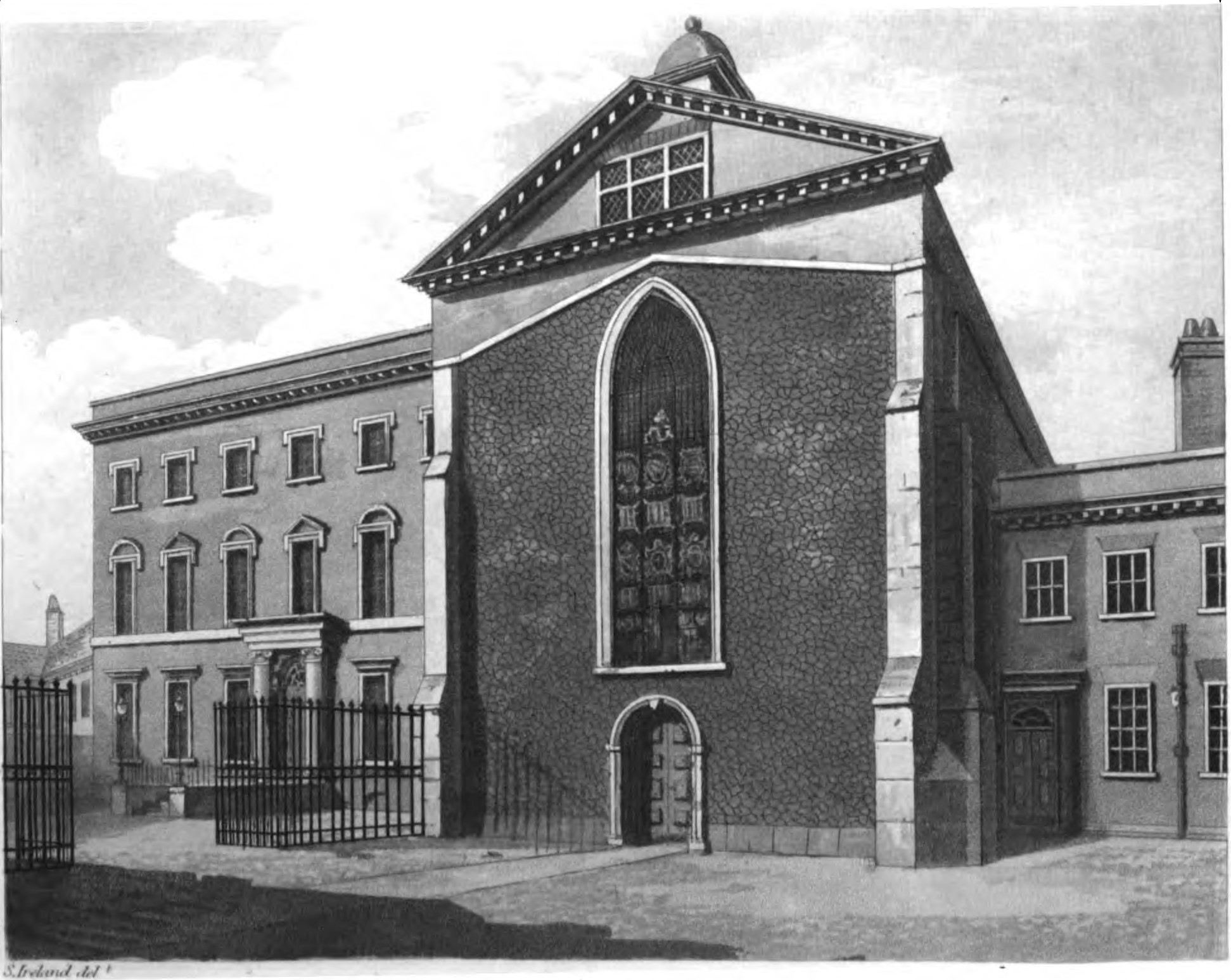
Rolls Chapel i Rolls House, ara part de la Maughan Library, al King's College de Londres
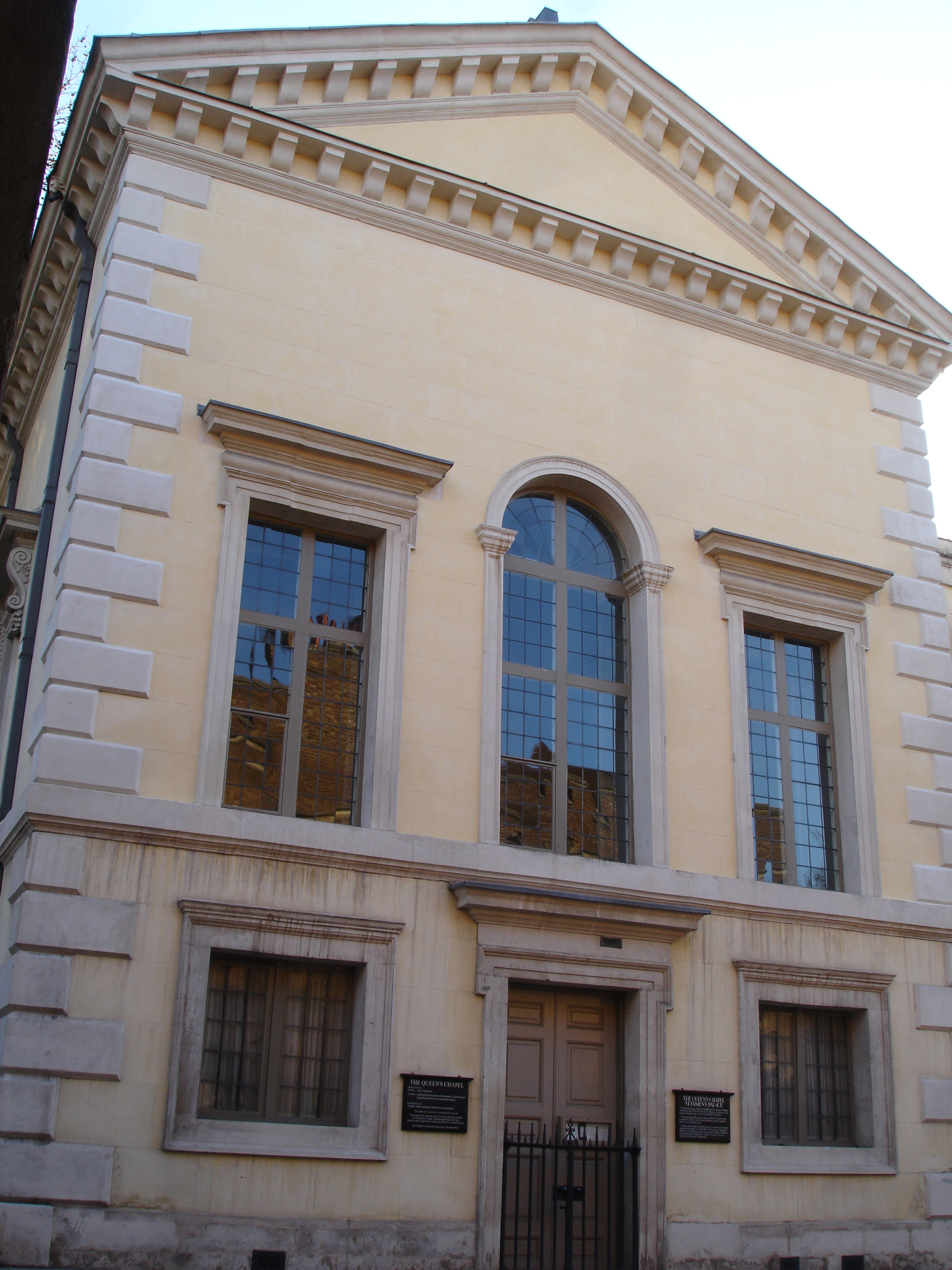
Queen's Chapel, Palau de Sant Jaume, Londres
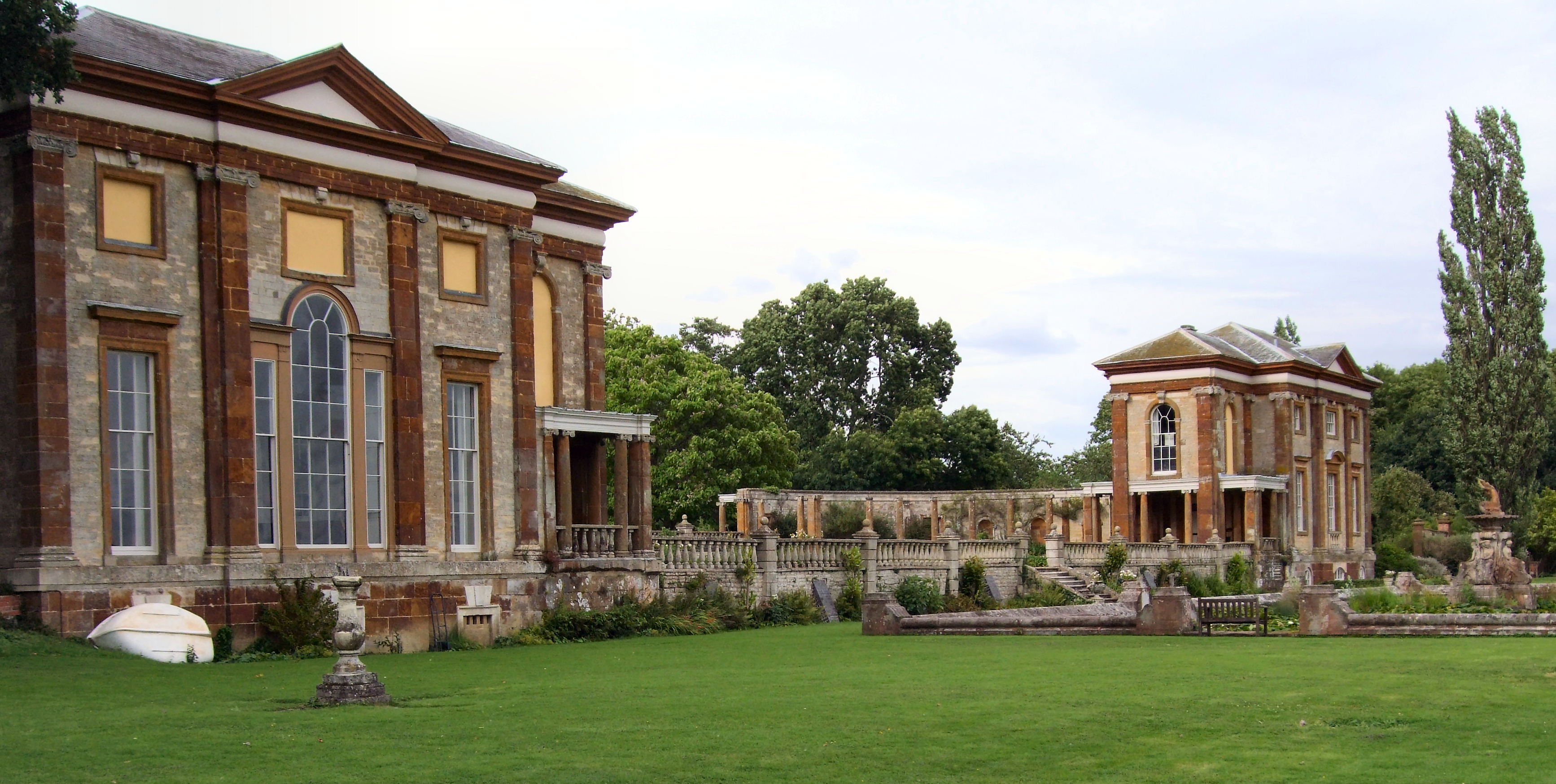
Stoke Park, atribuït

## Escenografia
Compaginant la seva faceta d'arquitecte, Inigo Jones també va tenir un paper important en el camp de l'escenografia. Dissenyant el vestuari pels balls mascarats escrits per Ben Jonson, i són coneguts els seus debats sobre si l'escenografia o la literatura eren el més important per al teatre. Jones va triomfar en aquest àmbit per la seva introducció dels escenaris movibles i el clàssic prosceni del teatre anglès.